# Бун (округ, Небраска)
Шаблон:StateAbbr_ 41°42′ пн. ш. 98°04′ зх. д. / 41.7° пн. ш. 98.06° зх. д.
Округ Бун (англ. Boone County) — округ (графство) у штаті Небраска, США. Ідентифікатор округу 31011.

## Історія
Округ утворений 1871 року.

## Демографія
За даними перепису
2000 року
загальне населення округу становило 6259 осіб, усе сільське.
Серед мешканців округу чоловіків було 3116, а жінок — 3143. В окрузі було 2454 домогосподарства, 1700 родин, які мешкали в 2733 будинках.
Середній розмір родини становив 3,11.
Віковий розподіл населення поданий у таблиці:
| Стать    | До 15 років | 15-21 | 22-29 | 30-39 | 40-49 | 50-65 | 65-85 | Понад 85 |
| -------- | ----------- | ----- | ----- | ----- | ----- | ----- | ----- | -------- |
| Чоловіки | 742         | 324   | 169   | 405   | 505   | 428   | 478   | 65       |
| Жінки    | 712         | 240   | 169   | 379   | 459   | 452   | 592   | 140      |

## Суміжні округи
- Антелоуп — північ
- Медісон — північний схід
- Платт — південний схід
- Ненс — південь
- Грілі — південний захід
- Вілер — північний захід